# Alain Weber
Ne pas confondre avec Alain Weber, compositeur né en 1969.
Pour les articles homonymes, voir Weber.
Alain Weber est un compositeur et pédagogue français né à Château-Thierry le 8 décembre 1930, mort à Paris le 14 novembre 2019.

## Formation et activités
Il entreprit ses études au Conservatoire de Paris dès 1941. Premier Grand Prix de Rome en 1952, il obtint la même année le prix Sogeda pour son ballet Le Petit Jeu. Chargé de cours au Conservatoire de Paris dès 1957, il y enseigna la préparation au professorat, le solfège et le contrepoint, puis il assura en 1970 la fonction de professeur conseiller aux études. Le Grand Prix du disque français lui a été décerné en 1982 pour son œuvre télévisée La Rivière Perdue. Président de nombreux jurys, il fut également membre de la commission symphonique de la SACEM (1980-83), puis du comité de lecture de Radio France. Il effectue de nombreuses missions pédagogiques à l'étranger (Tunisie, Canada, Yougoslavie, Taïwan…). Alain Weber est officier de l'Ordre national du Mérite.

## Technique et esthétique
Alain Weber privilégie dans son œuvre une exploration de formes d'écriture sans cesse renouvelées. Parallèlement à quelques œuvres sérielles traitées librement (Variations pour dixtuor, 1965 - Synecdoque pour hautbois, 1970), il développa une écriture en quarts de tons (Quatuor de saxophones, 1984 - Constellaire, 1994). Il a également employé diverses techniques de composition plus indéterministes tels certains emplois de feuillets transparents, qui, vus sous des angles différents, engendrent des transformations de propositions mélodiques et harmoniques préétablies (Linéaires I, II, III, respectivement pour saxophone et orchestre, pour octuor, et pour sextuor d'ondes Martenot, 1973-77). Épris des formes poétiques, il sait renouer avec l'esprit du pantoum (Strophes, 1965), ou de l'acrostiche (Études Acrostiches, 1973), s'inspirant également des phonèmes du Poème de l'Étoile de Jean Cocteau pour créer une expression vocale en onomatopées (Phonèminie, 1983 - Le "Chan" du Potager, 1984). Il composa pour les enfants un conte musical (Le rusé petit Jean, 1984), mais également des œuvres instrumentales : ses recherches pédagogiques l'ont conduit vers une utilisation de l'aléatoire, technique assez souple, assimilable par de jeunes interprètes (Concertante pour guitare et guitares, 1993). Chaque œuvre posant une problématique musicale différente, les compositions d'Alain Weber évoluent cependant à travers une certaine unité, ne laissant jamais transparaître de véritable rupture.

## Sélection d'œuvres
- Variations (1965), pour dixtuor, piano et percussions, édition Leduc.
- Strophes (1966), pour trompette, orchestre à cordes et percussions, édition Leduc.
- D'Après Wols (1969), 3 aquarelles pour violoncelle et orchestre, édition Billaudot.
- Synecdoque (1970), pour hautbois solo, édition Leduc.
- Études Acrostiches en forme de variations (1970), pour piano, édition Leduc.
- Epitome (1972), pour violoncelle solo, édition Billaudot.
- Linéaire I (1973), pour saxophone alto et orchestre, édition Billaudot.
- Projections (1974), pour ensemble de percussions, édition Leduc.
- Mantra (1974), pour hautbois et harpe celtique, inédit.
- Ricordarsi (1975), pour ensemble à cordes, inédit.
- Linéaire II (1977), pour octuor, non-édité.
- Syllepse (1977), pour piano, percussion, ondes Martenot, inédit.
- La Rivière Perdue (1982), pour neuf instruments et orchestre à cordes, non-édité.
- Phonèminie (1983), pour chœur mixte et ensemble instrumental, non-édité.
- Quatuor de saxophones (1984), pièce en quarts de tons, inédit.
- Concertante pour guitare et guitares (1993), œuvre à caractère pédagogique, inédit.
- Concert des Mille : "Concerto pour un conservatoire" (1998), pour les mille élèves exécutants du CNR de Cergy-Pontoise, inédit.

## Discographie sélective
- Concertino pour cor et orchestre, Disque Magic Horn DC 191110(1), 1958.
- D'après Wols, Inédits ORTF, Barclay 995040, 1969.
- Bruissement, Verseau M.10044, 1979.
- Cantus, Quantum SM 61, 1990.
- Chant de Biwa, BB-Music LC 9161, 1994.
- Musique de chambre, REM 311318, 1998.
- Cadentiel, FDS 57926, 1998.